# Сороцька фортеця
Сороцька фортеця (рум. Cetatea Soroca) — молдовська фортеця XV століття, в місті Сороки, що на відстані близько 160 км на північ від сучасної столиці. Сучасні Сороки — майже на кордоні з сучасною Україною. Найбільше українське поселення, наближене до Сорок — Ямпіль, Вінницька область, де діє поромний пункт пропуску у Молдову.
Найближчий замковий комплекс Молодови від середньовічних Сорок був у місті Орхей (нині Оргеєв). Після руйнацій татарами у 18 ст. замковий комплекс у Орхеї не відновлювали, а нове поселення з тією ж назвою засноване на 15 км вище по річці Реут.

## Розташування
Фортеця розташована на правому березі Дністра, в місті Сороки.

## Історія
Господар Стефан III Великий для того, щоб протистояти набігам турків, татар та інших ворогів, в 1499 році побудував на місці генуезького форту Ольхонія дерев'яну фортецю квадратної форм. Фортеця стала частиною оборонної системи Молдови. В 1543—1546 рр., під час правління господаря Петра Рареша, фортеця була повністю перебудована. Замість дерев'яної була споруджена кам'яна фортеця.

В 1621 році, під час Хотинської війни, сорокатисячне козацьке військо Якова Бородавки, що рушило назустріч туркам, захопило місто та зруйнувало фортецю.
В 1711 році, під час Прутського походу Петра I Сороцька фортеця захищала мешканців міста та гарнізон фортеці від турків до прибуття росіян.

## Архітектура фортеці

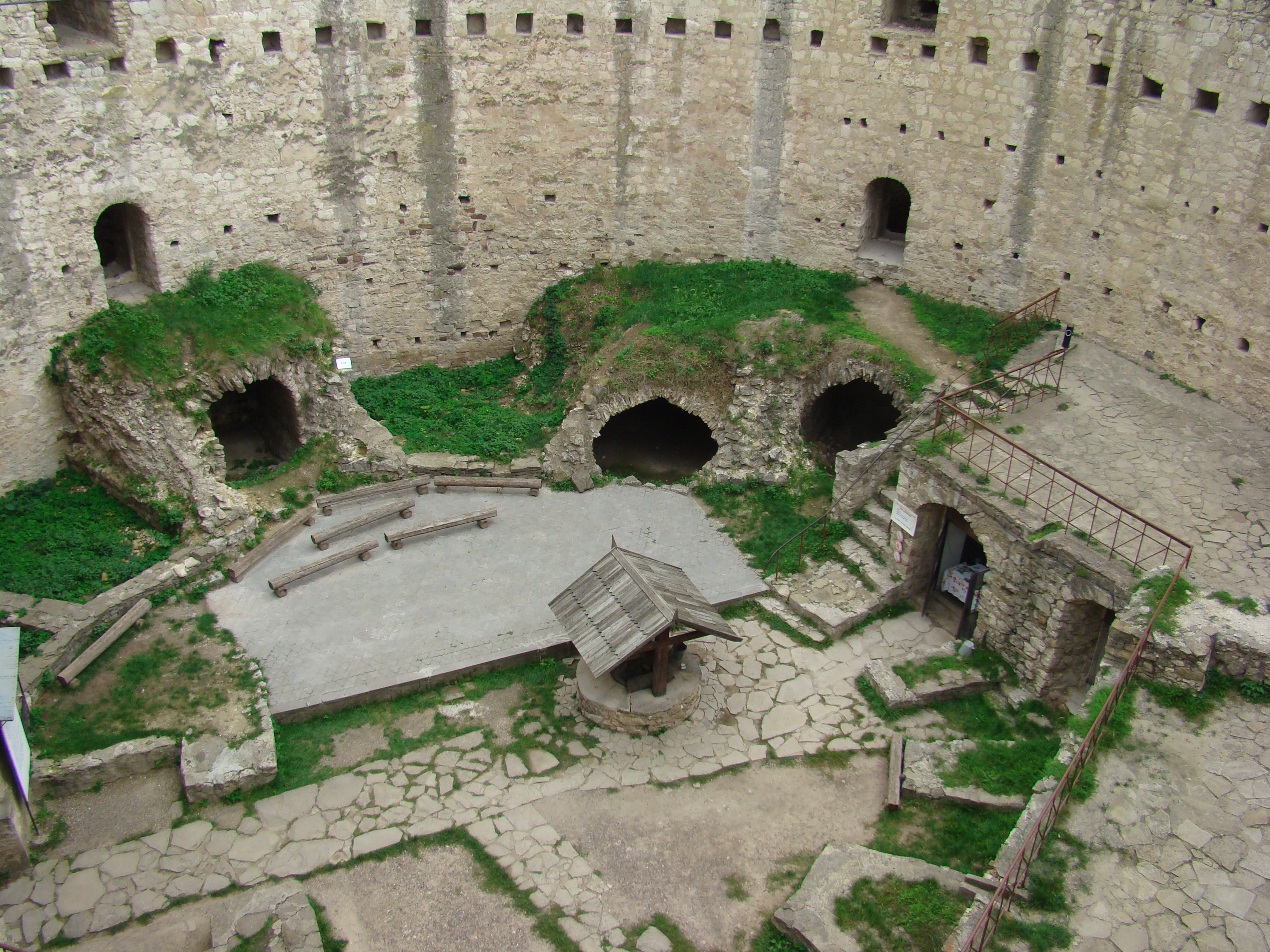
Сороцька фортеця, двір.

В основу проектування фотеці було поставлено найвищий закон гармонії — золотий перетин. Сороцька фортеця має округлу форму з діаметром 37,5 метрів. У фортечні стіни вбудовано 5 башт — 4 округлих і одна вхідна квадратної форми. Вежі мають три рівня та спеціальні отвори для гармат. Зовнішні стіни пласкі, без вияву підмурків чи горизонтальних тяг. Стіни веж мають ухил до центру фортеці. Висота фортечних мурів — 20-25 метрів, а товщина стін — 3,5 метри.

## Історична цінність

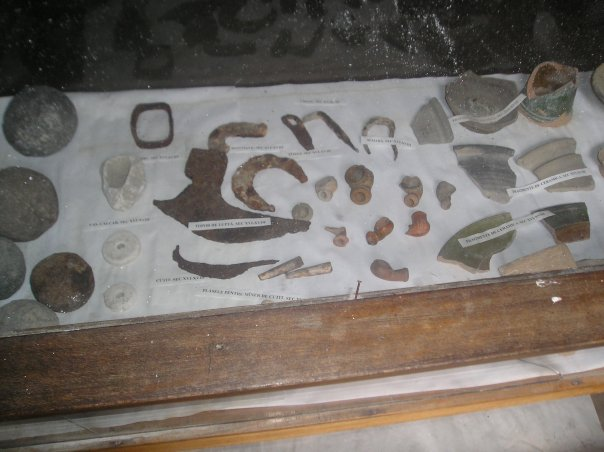
Експонати всередині фортеці

Велика історична цінність Сороцької фортеці полягає в тому, що вона збереглася до наших днів такою, як була зроблена майстрами у часи середньовіччя. Також збереглася розташована над центральним входом маленька військова церква.